# 阿列克谢·米哈伊诺维奇·列米佐夫
阿列克谢·米哈伊诺维奇·列米佐夫（俄语：Алексе́й Миха́йлович Ре́мизов，1877年7月6日—1957年11月26日）是俄罗斯文学“白银时代”作家。作品体裁包括小说、诗歌、戏剧、童话、回忆录等。译为华文出版的小说包括《教妹》和一些中短篇小说。